# Nathan Kress
Nathan Karl Kress (Glendale, California; 18 de noviembre de 1992) es un actor y director de televisión estadounidense. Empezó a ser conocido por su papel de Freddie Benson en la serie iCarly de Nickelodeon y Paramount+ en la que participó a lo largo de las 6 temporadas de forma intermitente como el camarógrafo del show de internet (dentro de la serie).Después en 2021 siguió interpretando a Freddie Benson en ¡Carly, pero ya con 29 años.

## Carrera
A la edad de 11 años, Kress interpretó el papel principal de "El Emperador" en una producción escolar de El traje nuevo del emperador. Este papel reavivó su interés por la actuación, y al final de su año escolar de quinto grado, preguntó a sus padres si podía ser educado en casa para poder dedicarse nuevamente a actuar. Un amigo de la escuela lo puso en contacto con un agente, y después de asistir a un "campo de entrenamiento" de actuación de verano, Kress pronto comenzó a asistir a verdaderas audiciones profesionales una vez más.  
En abril de 2005, Kress hizo su primera aparición en televisión en vivo desde que regresó a actuar en un sketch de comedia en Jimmy Kimmel Live! donde interpretó a Simon Cowell de American Idol, y continuaría apareciendo en varios bocetos de comedia en el programa, un total de 5 veces durante el siguiente año. Kress continuó con trabajo estable durante los siguientes dos años, apareciendo en papeles de estrella invitada en series dramáticas como House, Standoff y Without a Trace, así como en la serie de comedia de Disney Channel The Suite Life of Zack. Y Cody. Kress también apareció en varios cortometrajes, incluidos Pickled, Magnus, Inc. y Bag, por el que recibió el premio del jurado del Festival de Cine 168, por su interpretación de un narcotraficante de poca importancia y con conciencia. Además de los papeles de acción en vivo, Kress continuó trabajando como actor de voz, prestando su voz a varios personajes en la película animada Chicken Little y en la serie animada Shuriken School Nickelodeon.
En febrero de 2006, Kress consiguió un pequeño papel en la popular serie familiar de Nickelodeon, Drake & Josh. Interpretó el papel de Toplin, un niño geek en una fiesta de cumpleaños enamorado de la hermana menor de Drake y Josh, Megan Parker (interpretada por Miranda Cosgrove) en el episodio Batalla de Panthatar. Kress no lo sabía en ese momento, pero este pequeño papel lo llevaría a una oportunidad que lo catapultaría al estrellato. Mientras filmaba sus escenas para Drake & Josh, el creador del programa de televisión y productor ejecutivo Dan Schneider se interesó en él y, tras conversaciones, lo presentó a algunos ejecutivos de la cadena. En ese momento, Schneider estaba desarrollando una nueva serie para Nickelodeon y estaba buscando un actor para que interpretara uno de los papeles principales en el proyecto, aún sin título, que más tarde se conocería como iCarly. 
El papel de Toplin era similar al de un personaje llamado Freddie que Schneider buscaba para iCarly.  Schneider estaba muy satisfecho con el desempeño de Kress como actor, y unos 6 meses después de filmar su pequeño papel en Drake & Josh, Kress fue llamado a una audición para interpetrar el papel de "Freddie", poco después de su decimocuarto cumpleaños. Después de varias rondas de audiciones, Kress fue invitado a una prueba de pantalla con Miranda Cosgrove y Jennette McCurdy y un par de días después se le notificó que había conseguido el papel de "Freddie". Aunque iCarly no se estrenaría hasta el otoño de 2007, se tomó la decisión de cortar las escenas de Kress con Miranda Cosgrove de episodios de Drake & Josh, donde todo había comenzado, para evitar cualquier posible confusión entre la audiencia joven de Nickelodeon.
El 8 de septiembre de 2007, iCarly debutó en Nickelodeon y rápidamente se convirtió en un favorito de los fanáticos. En el programa, Kress interpreta a Fredward "Freddie" Benson, el productor técnico del programa web ficticio iCarly, protagonizado por las dos mejores amigas de su personaje, Carly Shay (Cosgrove) y Samantha "Sam" Puckett (McCurdy). Su personaje está enamorado del personaje principal Carly, y una relación amarga-dulce de amor / odio con el mejor amigo de Carly y coprotagonista del programa web, Sam.  
El programa se convirtió en Nickelodeon el programa más visto dirigido a preadolescentes, y catapultó a la fama internacional a Kress entre los adolescentes. La actuación de Kress en el programa ha sido caracterizada por un crítico de Variety como "dulcemente nerd". 
En 2008, Kress protagonizó la película para televisión de Nickelodeon Gym Teacher: The Movie. En la película, Kress interpretó a "Roland", un estudiante decididamente descoordinado que se cambia a una nueva escuela y debe ser puesto en forma por su ambicioso profesor de gimnasia, interpretado por Dave Stewie (Christopher Meloni). Más tarde ese mismo año, interpretó a Freddie Benson en la película para televisión iCarly: iGo to Japan, la primera adaptación cinematográfica de Nickelodeon de la serie de televisión iCarly. A lo largo de 2009, Kress continuó interpretando el papel de Freddie en iCarly, pero no pudo asumir otros proyectos debido a la decisión de Nickelodeon de filmar las temporadas dos y tres de la serie, sin la pausa habitual entre temporadas de rodaje, para recuperar el tiempo perdido durante la huelga de guionistas de 2008. 
En marzo de 2010, Kress apareció como estrella invitada en la serie de televisión de CBS CSI: Crime Scene Investigation en la temporada 10: episodio 15 titulado "Neverland". Kress interpretó a Mason Ward, uno de los dos mejores amigos de una víctima de catorce años con rastros de sangre de un preso bajo las uñas. Kress le dijo a Fanlala.com sobre su papel en CSI: "Fue una gran oportunidad para probar algo diferente. Había hecho escenas en dramas en el pasado, pero aparte de algunas escenas semi-serias en iCarly, había pasado mucho tiempo desde que tuve la oportunidad de hacer algo más que comedia". Más tarde ese mismo año, Kress regresó a papeles cómicos, como actor invitado interpretando el papel del Príncipe Gabriel en la serie de comedia de Nickelodeon True Jackson, VP, y a su vez, haciendo la voz de Ronald en la serie animada de Nickelodeon The Penguins of Madagascar. 
En 2011, Kress continuó apareciendo en el papel de Freddie Benson en la cuarta temporada de iCarly, y en enero de 2011, Miranda Cosgrove comenzó a decirle a las fuentes de noticias que estaba deseando volver a Hollywood para comenzar a filmar la quinta temporada del personaje principal del programa de Nickelodeon.  
El 27 de enero de 2011, Cosgrove dijo a Cleveland Live News: "Nos estamos preparando para comenzar la próxima temporada, justo después de la gira (Dancing Crazy). Estaría dispuesta a hacer el programa mientras, como le gusta a la gente y siempre que funcione". El 29 de enero de 2011, Reuters también informó que Cosgrove se estaba preparando para comenzar a filmar la temporada 5, y el 3 de febrero de 2011 Cosgrove le dijo a The Middletown Press, al hablar del programa y sus coprotagonistas, Kress y Jennette McCurdy: "Los conozco desde que era pequeña. No puedo esperar a volver. Me siento muy cómoda haciendo Icarly. Es como mi hogar, lejos del hogar". 
El programa se renovó más tarde para una sexta y última temporada, con el final de la serie "iGoodbye" al aire el 23 de noviembre de 2012. Kress finalmente volvería a interpretar el papel de Freddie Benson en un episodio de la serie derivada Sam & Cat que se emitió en enero de 2014.
En 2014, Kress coprotagonizó su primera película importante, Into the Storm , y tuvo un papel importante en el programa web Video Game High School como "The New Law".
En 2015, debutó como director en Henry Danger. 
En 2019, Kress inició un podcast llamado RadioActive Dads con Brett Davern.

## Vida personal
Kress es un cristiano evangélico devoto y ha expresado que se siente responsable de ser un buen modelo a seguir para sus aficionados más jóvenes.
El 29 de mayo de 2015, Kress se comprometió con la también actriz London Elise Moore. Se casaron el 15 de noviembre de 2015, en Los Ángeles. Su primera hija, Rosie Carolyn, nació el 21 de diciembre de 2017. El 21 de octubre de 2020, Kress anunció que estaba esperando su segundo hijo con su esposa. El 22 de marzo de 2021, Kress anunció el nacimiento de su segunda hija, Evie. El 27 de junio de 2023, anunció, a través de la red social de Instagram, el nacimiento de su tercer hijo, un varón llamado Lincoln William.

## Filantropía
Kress trabaja con varias causas benéficas, como The Big Green Help , Make-A-Wish Foundation y The Starlight Children's Foundation.  En el verano de 2003, antes de regresar a su carrera como actor, Kress y su familia viajaron a Lituania con la organización misionera cristiana, JUCUM (Juventud con una misión), donde ha donado dinero para ayudar a la gente a construir casas para los pobres.

## Filmografía
Cómo actor
| Año       | Título                          | Rol                  | Notas                                             |
| --------- | ------------------------------- | -------------------- | ------------------------------------------------- |
| 1998      | Babe: Pig in the City           | Easy/Tough Pup       | Voz, personaje secundario.                        |
| 2005—2006 | Jimmy Kimmel Live!              | Él mismo             | 5 episodios.                                      |
| 2005      | Chicken Little                  | Voces                | No acreditado.                                    |
| 2005      | House                           | Scott                | "Spin" (temporada 2, episodio 6).                 |
| 2005      | Shuriken School                 | Eizan Kaburagi       | Voz, personaje principal.                         |
| 2006      | Standoff                        | Joven Matt           | "Life Support" (temporada 1, episodio 5).         |
| 2006      | Notes from the Underbelly       | Young Andrew         | "Surprise" (temporada 1, episodio 8).             |
| 2007      | The suite life of Zack and Cody | Jamie                | "Back in the Game" (temporada 2, episodio 35).    |
| 2007      | Magnus, Inc.                    | Jacob                | Película.                                         |
| 2007      | Without a Trace                 | Joven Barry          | "Eating Away" (temporada 5, episodio 13).         |
| 2007      | Drake & Josh                    | Toplin               | "Battle of Panthatar" (temporada 4, episodio 16). |
| 2007—2012 | iCarly                          | Freddie Benson       | Coprotagonista, serie de TV Nickelodeon.          |
| 2008      | Gym Teacher                     | Roland Waffle        | Protagonista, película de TV Nickelodeon.         |
| 2008      | iGo to Japan                    | Freddie Benson       | Protagonista, película de TV Nickelodeon.         |
| 2010      | CSI: Crime Scene Investigation  | Masón Ward           | "Neverland" (temporada 10, episodio 15).          |
| 2010      | True Jackson, VP                | Príncipe Gabriel     | "True Royal" (temporada 2, episodio 14).          |
| 2010      | Los Pingüinos de Madagascar     | Ronald (voz)         | "Field Tripped" (temporada 2, episodio 13).       |
| 2011      | Victorious                      | Extra                | Episodio: "¿Quién le hizo eso a Trina?".          |
| 2011      | Game of Your Life               | Phillip              | Película.                                         |
| 2012      | Figure It Out                   | El Mismo             | Panelista recurrente.                             |
| 2013      | Snowflake: The White Gorilla    | Elvis (voz)          | Personaje principal.                              |
| 2013      | Mr. Young                       | Pete                 | 2 episodios.                                      |
| 2014      | Major Crimes                    | Tyler Lang           | "Return to Sender Part 2".                        |
| 2014      | Sam & Cat                       | Freddie Benson       | "#TheKillerTunaJump" (temporada 1, episodio 23).  |
| 2014      | Growing Up Fisher               | Hunter               | 2 episodios.                                      |
| 2014      | Hawaii Five-0                   | Jake Kealoha         | Episodio: "Ka Hana Malu".                         |
| 2014      | Into the Storm                  | Trey Fuller          | Protagonista, película de cines                   |
| 2014      | Video Game High School          | Nueva Ley/La Ley     | Antagonista desde T3E3, serie web.                |
| 2015      | Henry Danger                    | Él mismo.            | Episodio:cumpleañera caída                        |
| 2016      | Tell Me How I Die               | Den                  | Coprotagonista, película de cines                 |
| 2016-2017 | Star Wars Rebels                | Wedge Antilles (Voz) | personaje recurrente 5 episodios, serie de TV     |
| 2017      | Game Shakers                    | Él mismo.            | Episodio: "Game Shippers"                         |
| 2018      | LA to Vegas                     | Ryan                 | invitado episodio piloto, serie de TV             |
| 2018      | Alive in Denver                 | Kyle                 | personaje recurrente 8 episodios, serie de TV     |
| 2018      | Pinky Malinky                   | JJ Jameson (voz)     | personaje principal serie de TV                   |
| 2021—2023 | iCarly                          | Freddie Benson       | Elenco principal, serie de TV Paramount+          |

Cómo director
| Año       | Título       | Notas                                            |
| --------- | ------------ | ------------------------------------------------ |
| 2015-2018 | Henry Danger | director de 8 episodios, serie de TV Nickelodeon |
| 2016-2017 | Game Shakers | director de 5 episodios, serie de TV Nickelodeon |

## Discografía

### Bandas sonoras
- Leave It All to Shine (con Miranda Cosgrove, Victoria Justice y los elencos de iCarly y Victorious) (2011)
- Coming Home (con el elenco de iCarly para el iSoundtrack II) (2012)

## Premios y nominaciones
| Año  | Trabajo | Premiación                   | Categoría                                                                       | Resultado | Ref.   |
| ---- | ------- | ---------------------------- | ------------------------------------------------------------------------------- | --------- | ------ |
| 2008 | ICarly  | Young Artist Awards          | Mejor Actuación en una serie de TV - Actor Joven de Reparto.                    | Nominado  | [ 10 ] |
| 2009 | ICarly  | Young Artist Awards          | Mejor Actuación en una serie de TV (comedia o drama) - Actor Joven Protagónico. | Nominado  |        |
| 2009 | ICarly  | Young Artist Awards          | Mejor Elenco Joven en una serie de TV.                                          | Nominados |        |
| 2010 | ICarly  | Young Artist Awards          | Mejor Actuación en una serie de TV (comedia o drama) - Actor Joven de Reparto.  | Nominado  | [ 11 ] |
| 2010 | ICarly  | Young Artist Awards          | Mejor Elenco Joven en una serie de TV.                                          | Nominados | [ 11 ] |
| 2010 | ICarly  | Kids Choice Awards Australia | Premio LOL (compartido con el elenco).                                          | Ganadores | [ 12 ] |
| 2010 | ICarly  | Hollywood Teen TV Awards     | Actor Adolescente: Comedia.                                                     | Nominado  | [ 13 ] |
| 2012 | ICarly  | Kids Choice Awards           | Compañero de TV Favorito.                                                       | Nominado  | [ 14 ] |